# فابیو تیتو
فابیو تیتو (انگلیسی: Fabio Tito؛ زادهٔ ۱۰ ژوئیهٔ ۱۹۹۳) بازیکن فوتبال اهل ایتالیا است.